# Lukașivka, Pervomaisk
Lukașivka (în ucraineană Лукашівка) este o comună în raionul Pervomaisk, regiunea Mîkolaiiv, Ucraina, formată numai din satul de reședință.

## Demografie
Componența lingvistică a comunei Lukașivka
     Ucraineană (83,92%)
     Rusă (9,81%)
     Română (4,85%)
Conform recensământului din 2001, majoritatea populației comunei Lukașivka era vorbitoare de ucraineană (83,92%), existând în minoritate și vorbitori de rusă (9,81%) și română (4,85%).